# Федорівка (Гулянський старостинський округ)
Фе́дорівка — село Окнянської селищної громади Подільського району Одеської області України. Населення становить 44 осіб.

## Історія
12 червня 2020 року, відповідно до Розпорядження Кабінету Міністрів України від № 724-р «Про визначення адміністративних центрів та затвердження територій територіальних громад Одеської області», увійшло до складу Окнянської селищної громади.
19 липня 2020 року, в результаті адміністративно-територіальної реформи і ліквідації Окнянського району, село увійшло до складу новоутвореного Подільського району.

## Населення
Згідно з переписом УРСР 1989 року чисельність наявного населення села становила 62 особи, з яких 18 чоловіків та 44 жінки.
За переписом населення України 2001 року в селі мешкали 44 особи.

### Мова
Розподіл населення за рідною мовою за даними перепису 2001 року:
| Мова       | Відсоток |
| ---------- | -------- |
| українська | 86,36 %  |
| російська  | 11,36 %  |
| румунська  | 2,27 %   |